# シュンギク属
シュンギク属（しゅんぎくぞく、学名：Glebionis)は、キク科の属の1つである。

## 特徴
ヨーロッパの地中海沿岸に3〜4種が分布する小さな属である。20世紀後期にキク属 Chrysanthemum から分離され、創設された。
草丈は50cm〜1m程度。耐寒性の一年草で、葉は根生葉と茎につくものがあり、茎につく葉は互生する。葉には1回または2回の羽状の切れ込みがある。花は茎頂に単生し、直径5〜8cmくらいの頭状花で、舌状花は白または黄色であるが、園芸用の改良種には樺色やピンクの花色もあり、舌状花の付け根に蛇の目模様のあるものもある。
生育期間が短いこともあり、極端な温度変化が無い限り収穫が可能。種子は播種後2か月ほど休眠期間がある。病虫害は炭疽病、連作障害が挙げられる。
キク属およびフランスギク属 Leucanthemum とはきわめて近縁な植物群とされている。
日本を中心とした東アジアで野菜として利用されているシュンギク G. coronaria のほか、欧米でtricolour daisyとして親しまれているハナワギク G. carinata が、花壇・切り花用の観賞植物として栽培されている。